# Hugh Brannum
Hugh Brannum (5 de enero de 1910 – 19 de abril de 1987) fue un vocalista, arreglista, compositor y actor de nacionalidad estadounidense, conocido principalmente por su papel de "Mr. Green Jeans" en el programa televisivo infantil Captain Kangaroo. En la época en que actuó con Fred Waring y sus Pennsylvanians, utilizaba el apodo de su infancia, "Lumpy."

## Primeros años
Nacido en Sandwich, Illinois, su padre era un ministro metodista. Estudió en la Maine Township High School, en un suburbio de Chicago, y en la banda de dicho centro tocaba el sousafón, aunque más adelante aprendió a tocar el bajo.
Completó sus estudios en la Universidad de Redlands, donde se interesó por el jazz y, tras graduarse, tocó el bajo en varias bandas.

## Carrera

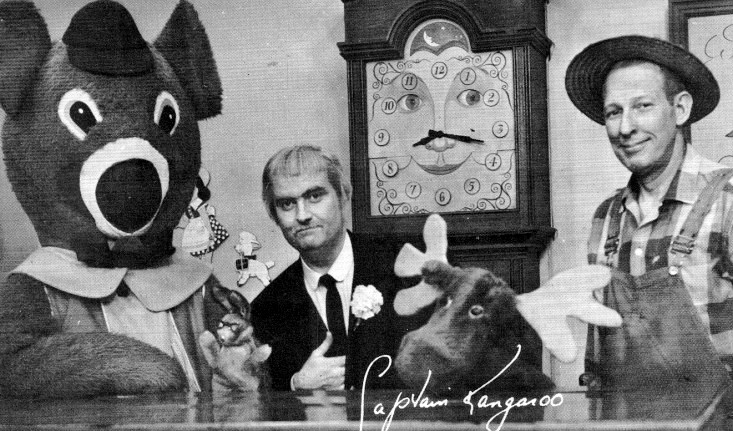
Postal promocional del programa de televisión Capitán Kangaroo.

Durante la Segunda Guerra Mundial Brannum se alistó en el Cuerpo de Marines de los Estados Unidos, formando parte de la banda de música liderada por Bob Crosby. Tras la guerra se unió a los Four Squires, pasando después a formar parte de la formación Fred Waring and His Pennsylvanians. Este grupo tenía un programa radiofónico regular, y gracias al mismo Brannum conoció a Bob Keeshan, empleado de la emisora que posteriormente le contrataría para actuar en la serie Captain Kangaroo. 
Antes de su época en Captain Kangaroo Brannum presentó una serie televisiva infantil titulada Uncle Lumpy's Cabin, emitida en la emisora WABC-TV de Nueva York durante la temporada de 1951.
Mr. Green Jeans se ganó su mote por su especial atuendo, un overol de granjero (posteriormente pantalón y chaqueta vaqueros) en su característico color verde. El personaje era un talentoso e inquisitivo manitas que asistía a la Casa del Tesoro, y que visitaba con frecuencia a Captain Kangaroo.
Además de Mr. Green Jeans, Brannum encarnó a otros personajes en Captain Kangaroo entre 1955 y 1984, entre ellos The Professor, Greeno The Clown, The Old Folk Singer, y Mr. Bainter the Painter. Su papel de Mr. Green Jeans estaba inspirado en historias de un chico granjero llamado y, según Bob Keeshan, el personaje era una extensión de la verdadera personalidad de Brannum.

## Fallecimiento
Hugh Brannum falleció a causa de un cáncer en East Stroudsburg, Pensilvania, en 1987. Sus restos fueron incinerados y las cenizas entregadas a sus allegados.

## Discografía
Como solista y/o compositor y/o arreglista, como Hugh (Lumpy) Brannum, en las siguientes grabaciones de Fred Waring:
- Get Well
- Little Orley and His Coonskin Cap
- Little Orley and His Fly-Frog-Fish Orchestra
- Little Orley and the Cricket
- Little Orley and the Happy Bird
- Little Orley and the Haunted House
- Little Orley and the Little Engine
- Little Orley's Barn Dance
- Little Orley's Big Concert
- Little Orley-His Adventures as a Worm
- Little Orley-His Adventures with Dr. Feather
- Little Orley-His Adventures with the Cloud
- Little Orley-His Adventures with the Parade
- Orley and the Bubble Gum
- Orley and the Bull Fiddle
- Orley and the Ivy
- Orley and the Moon
- Orley and the Pancake
- The Little Rhumba Numba